# Girolamo Zanchi
Girolamo Zanchi (Alzano Lombardo, 2 febbraio 1516 – Heidelberg, 19 novembre 1590) è stato un teologo italiano.

## Biografia
Girolamo Zanchi, figlio di uno storico e giurista, nacque ad Alzano Lombardo presso Bergamo. Dopo avere ricevuto un'istruzione di base nel paese d'origine, a 15 anni entrò a Bergamo nei regolari agostiniani. Terminati gli studi, si recò a Lucca dove subì l'influenza di Pietro Martire Vermigli, che lo spinse a studiare teologia. 
Egli lesse, oltre ai testi canonici dei padri della Chiesa, anche quelli dei più noti riformatori sia degli svizzeri sia di Martino Bucero, Filippo Melantone, ma pure dello stesso Martin Lutero. La massima influenza su di lui fu tuttavia esercitata da Giovanni Calvino.
Zanchi continuò a insegnare nella scuola del monastero anche dopo che Vermigli dovette fuggire per non cadere nella rete dell'inquisizione. Nel 1551, tuttavia, anche Zanchi dovette fuggire. Dopo un breve soggiorno a Ginevra avrebbe voluto recarsi in Inghilterra, ma fu chiamato a Strasburgo dove insegnò Sacre Scritture. Dalla città alsaziana Zanchi non si sarebbe poi allontanato per anni, malgrado la sua presenza fosse in seguito richiesta sia a Ginevra sia a Losanna.
La teologia di Zanchi, uno dei maggiori teologi della II metà del XVI secolo ritenuto tradizionalmente un calvinista, è a ben vedere tuttavia difficilmente attribuibile sia a questa corrente riformistica sia a quella luterana. Zanchi sosteneva, secondo l'ottica calvinista, la tesi della predestinazione, egli riteneva però che le differenze tra luterani e calvinisti sull'Eucaristia non fossero poi così rilevanti.
Le richieste di aderire alla Confessio Augustana di impostazione luterana gli causavano tuttavia problemi, su tale questione scoppiò infatti una lite con il luterano Johann Marbach.
Dopo avere esaminato il parere di vari teologi, fu inizialmente trovato un accordo e la formula di consenso fu firmata da tutti i predicatori e professori di Strasburgo.
Quando Calvino, tuttavia, rimproverò Zanchi per la sua presunta arrendevolezza, e conseguentemente Zanchi ribadì e precisò la propria impostazione, la contesa si riaprì.
Zanchi allora partì nel 1563 per Chiavenna dove esercitò le funzioni di pastore. Già nel 1568 era tuttavia di nuovo in Germania ad Heidelberg dove era stato chiamato per svolgere delle lezioni di dogmatica e dove affiancò, per notorietà, Zacharias Ursinus. Ad Heidelberg Zanchi redasse le sue opere principali che hanno carattere essenzialmente apologetico e polemico.
Nel 1581 redasse una Harmonia confessionum fidei, che doveva essere il controaltare alla Formula Concordiae e riassumere le confessioni riformate di fede già esistenti.
Quando un cambiamento di governo costrinse i professori calvinisti a lasciare Heidelberg, Zanchi si recò nel 1576 a Neustadt an der Weinstraße. Zanchi morì tuttavia proprio ad Heidelberg in occasione di un breve ritorno. Qui fu sepolto nella chiesa dell'università.

### In lingua tedesca
- Allgemeine Deutsche Biographie, Band 44 Seite 679[collegamento interrotto]
- Neue Deutsche Biographie, Band 3, Seite 442
- Realenzyklopädie für protestantische Theologie und Kirche, Band 21 Seite 607
- Biographisch-Bibliographisches Kirchenlexikon, Versione online
- Theologische Realenzyklopädie, Band 36, Seite 482-485
- G. Gründer. Die Gotteslehre des Girolamo Zanchi, contributo in Geschichte u. Lehre der Reformierten Kirche vol. 20, Neukirchen 1965.

### In italiano
- Giovanni Battista Gallizioli, Memorie istoriche e letterarie della vita e delle opere di Girolamo Zanchi dal conte, e cavaliere Giambattista Gallizioli raccolte [...], Bergamo, per Francesco Locatelli, 1785.
- Salvatore Caponetto, La riforma protestante nell'Italia del Cinquecento, Torino, Claudiana, 1992. ISBN 88-7016-153-6.
- Massimo Firpo, Riforma protestante ed eresie nell'Italia del Cinquecento : un profilo storico, Roma-Bari, Laterza, 1993. ISBN 88-420-4217-X.
- Emanuele Fiume, La vita e il pensiero teologico di Girolamo Zanchi e il «De Religione Christiana Fides», tesi di laurea, Torre Pellice, Biblioteca della Fondazione Centro culturale valdese, 1996.
- Girolamo Zanchi, La fede cristiana.Che precisamente ora, a sessantanove anni d'età, mise alla luce a nome suo e della sua famiglia, trad. Emanuele Fiume, Chieti-Roma, Edizioni GBU, 2011
- Giulio Orazio Bravi, Ancora su Girolamo Zanchi, come trent'anni fa, Centro studi e ricerche Archivio Bergamasco.
- Giulio Orazio Bravi, Il dissenso religioso a Bergamo nel Cinquecento, Centro studi e ricerche archivio bergamsaco, 2018, ISBN 978 88 90 6508 2 6.